# Ismail Sghyr
Ismail Sghyr (Tarudant, Marruecos, 16 de marzo de 1972) es un atleta francés de origen marroquí retirado especializado en la prueba de 5000 m, en la que ha conseguido ser subcampeón europeo en 2002.

## Carrera deportiva
En el Campeonato Europeo de Atletismo de 2002 ganó la medalla de plata en los 5000 metros, con un tiempo de 13:39.81 segundos, llegando a meta tras el español Alberto García y por delante del ucraniano Serhiy Lebid (bronce).